# Каямбе (вулкан)
Каямбе (исп. Cayambe) — вулкан высотой 5790 метров над уровнем моря в западной части хребта Кордильера Сентраль, являющегося отрогом горной системы Анды в Эквадоре. Каямбе расположен в провинции Пичинча в 60 километрах на северо-восток от столицы Эквадора Кито и является её высочайшей точкой. Является третьим по абсолютной высоте вулканом Эквадора после Чимборасо и Котопахи.

## Физико-географическая характеристика
Вулкан Каямбе относится к группе сложных стратовулканов. Каямбе расположен в западной части хребта Кордильера Сентраль на территории Эквадора примерно в 60 километрах на северо-восток от столицы Кито и в 15 километрах к востоку от города Каямбе. Вулкан Каямбе является высочайшей точкой провинции Пичинча и третьей по абсолютной высоте вершиной Эквадора после вулканов Чимборасо (6310 метров над уровнем моря) и Котопахи (5911 метров над уровнем моря).

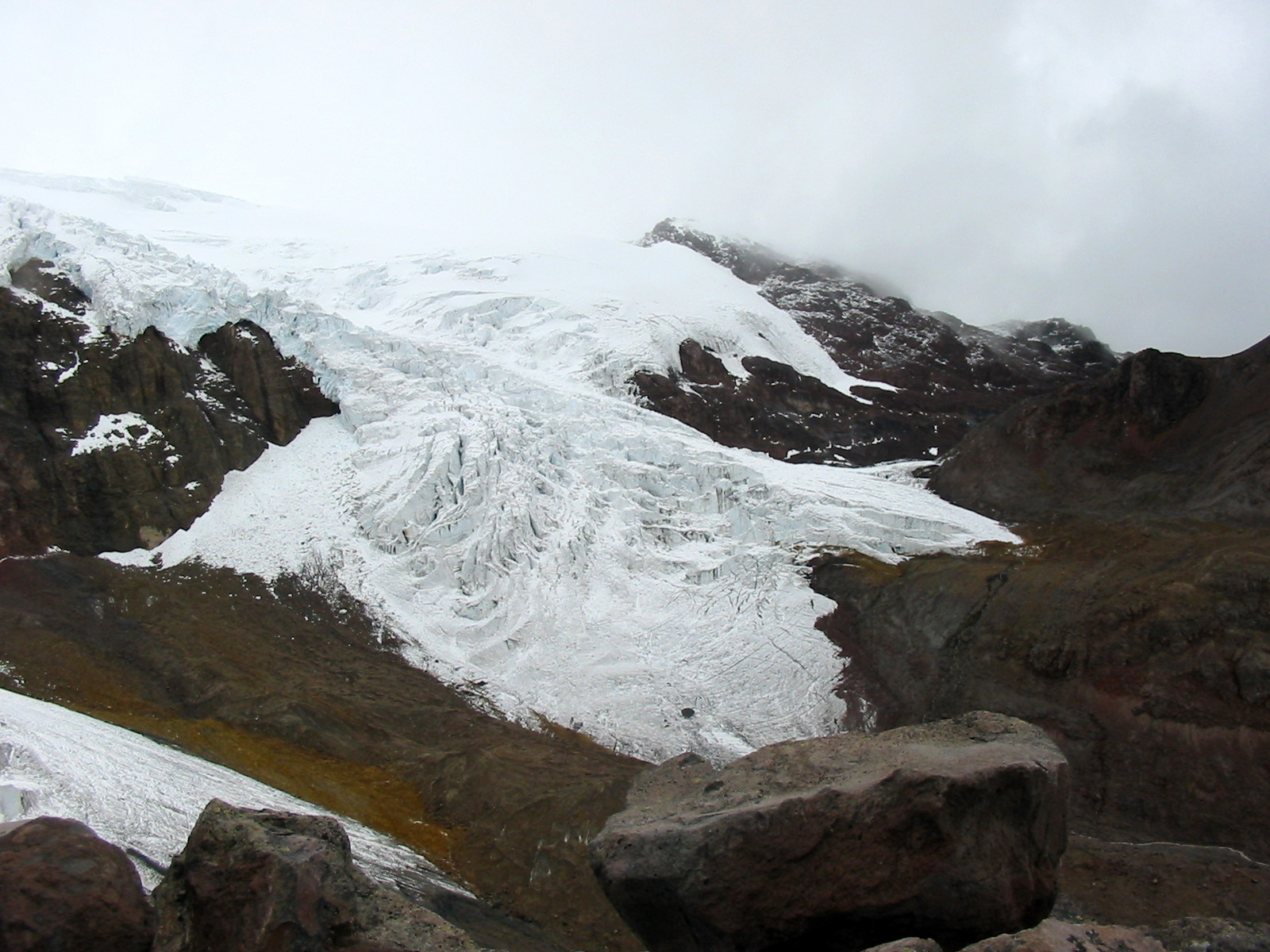
Ледник Каямбе

Протяженность вулкана с севера на юг составляет около 18 километров, с востока на запад — 24 километера. Южная сторона вулкана, которая лежит по обе стороны от экватора, покрыта протяженным ледником Каямбе, который заканчивается на высоте 4200 метров над уровнем моря на восточной, амазонской, стороне. Площадь ледника составляет около 22 км2, максимальная толщина у вершины достигает 30—50 метров. Также на южном склоне вулкана расположена самая высокая точка экватора (4690 метров над уровнем моря). Восточная сторона вулкана более молодая и крутая, тогда как западная более старая и пологая.
Современный вулкан Невадо Каямбе (Nevado Cayambe volcano), образовавшийся к востоку от старых плейстоценовских вулканических комплексов, состоит из двух вершин в отдалении примерно 1,5 километра друг от друга с более высокой западной вершиной. Несколько других лавовых вершин в верхней части вулкана были источниками пирокластических потоков, которые спустились на более низкие склоны. Пирокластический конус в нижней части восточной стороны вулкана, Ла-Вирген (La Virgen), после извержений оставил андезитовые лавовые потоки, которые уводят примерно на 10 километров на восток.
Вулкан расположен на территории Национального парка Каямбе-Кока (исп. Parqye Nacional Cayambe Coca).

## Извержения вулкана
Единственное исторически наблюдаемое и последнее извержение вулкана Каямбе происходило с февраля 1785 по март 1786 года. Извержение произошло в юго-восточной верхней части вулкана и имело показатель вулканической эксплозивности (VEI) равный 2. Извержение имело подледный характер, что привело к умеренному уровню пепла в городе Каямбе. Извержение завершилось селевыми и лавовыми потоками в марте 1786 года. Данные об остальных извержениях получены с использованием методов тефрохронологии. Всего за последние 2 миллиона лет насчитывается 22 подтверждённых извержения, 3 из которых имели VEI 4 (оценочно, в 1040, 1285 и 1570 годах н. э.).
В 2003—2005 годах было зарегистрировано увеличение сейсмической активности в районе вулкана Каямбе. Максимальная магнитуда колебаний не превышала 4, термальных аномалий обнаружено не было.

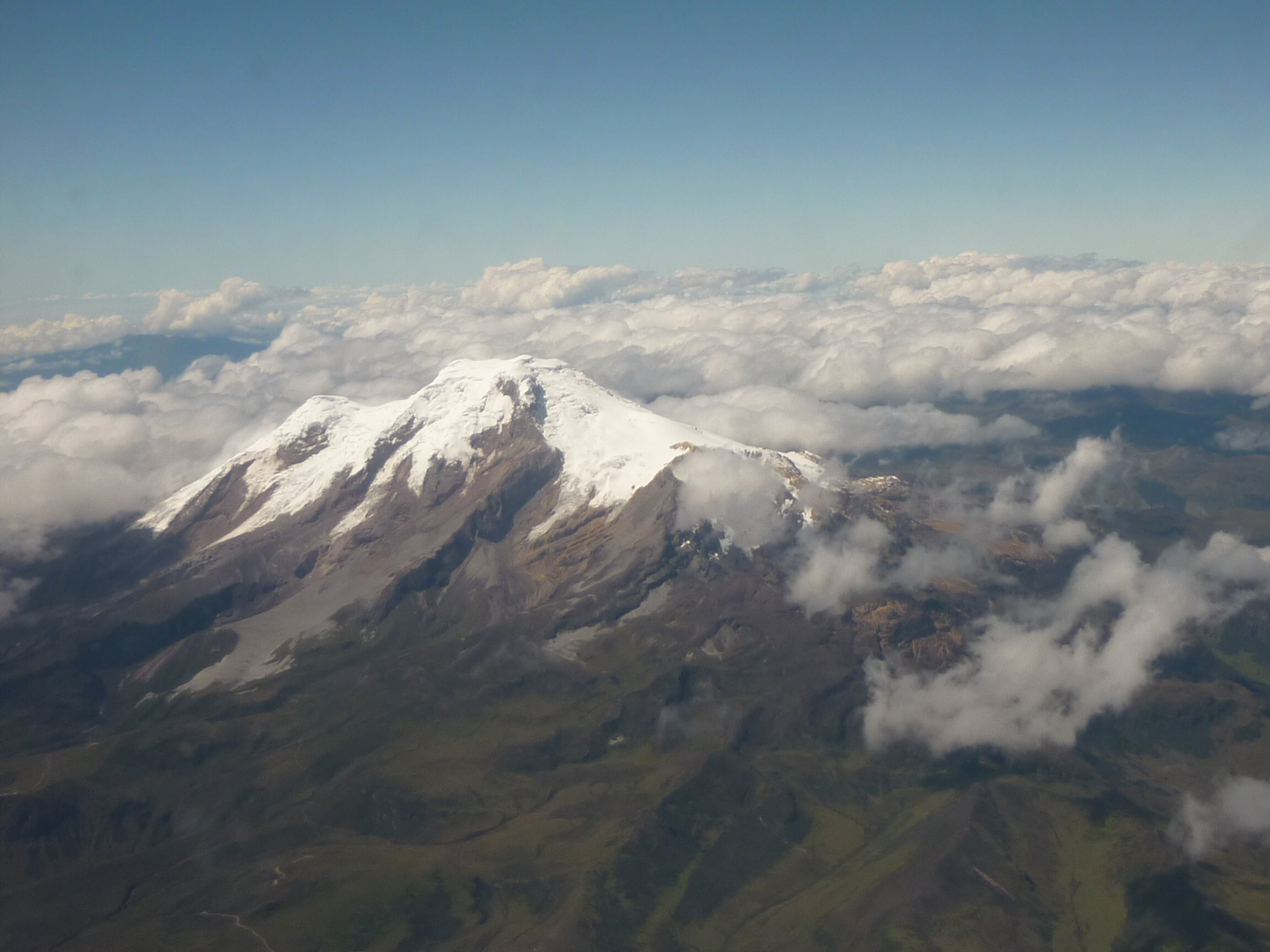
Вид с воздуха на вулкан Каямбе

## Восхождения на вершину
Первое восхождение на вершину Каямбе совершил английский альпинист Эдуард Уимпер с двумя итальянскими горными гидами, двоюродными братьями Жан-Антуаном и Луи Каррелями, в 1880 году. Их маршрут пролегал по юго-западному склону вулкана. В настоящий момент этот маршрут является классическим. По классификации UIAA, маршрут имеет категорию III (PD по классификации IFAF).

### Научные исследования
- P. Samaniego, M. Monzier, C. Robin, M. L. Hall. Late Holocene eruptive activity at Nevado Cayambe Volcano, Ecuador (англ.) // Bulletin of Volcanology. — 1998. — Vol. 59, no. 7. — P. 451-459. — ISSN 1432-0819. — doi:10.1007/s004450050203.
- P. Samaniego, H. Martin, C. Robin, M. Monzier. Transition from calc-alkalic to adakitic magmatism at Cayambe volcano, Ecuador: Insights into slab melts and mantle wedge interactions (англ.) // Geology. — 2002. — Vol. 30, no. 11. — P. 967-970. — doi:10.1130/0091-7613(2002)030.
- P. Samaniego, H. Martin, M. Monzier, C. Robin, M. Fornari, J.-P. Eissen, J. Kotten. Temporal Evolution of Magmatism in the Northern Volcanic Zone of the Andes: The Geology and Petrology of Cayambe Volcanic Complex (Ecuador) (англ.) // Journal of Petrology. — 2005. — Vol. 46, no. 11. — P. 2225–2252. — doi:10.1093/petrology/egi053.
- B. Guillier, J.-L. Chatelain. Evidence for a seismic activity mainly constituted of hybrid events at Cayambe volcano, Ecuador. Interpretation in a iced-domes volcano context (англ.) // Comptes Rendus Geoscience. — 2006. — Vol. 338, no. 8. — P. 499–506. — doi:10.1016/j.crte.2006.03.004.